# Czerwonka (gmina)
Pour les articles homonymes, voir Czerwonka.
Czerwonka est une gmina rurale (gmina wiejska) de la powiat de Maków, dans la Voïvodie de Mazovie, dans le centre-est de la Pologne.
Son siège administratif (chef-lieu) est le village de Czerwonka, qui se situe environ 9 kilomètres au nord-est de Maków Mazowiecki (siège de la powiat) et 77 kilomètres au nord de Varsovie (capitale de la Pologne).
La gmina couvre une superficie de 110,59 km2 pour une population de 2 630 habitants en 2004.

## Histoire
De 1975 à 1998, la gmina est attachée administrativement à la voïvodie d'Ostrołęka.

Depuis 1999, elle fait partie de la voïvodie de Mazovie.

## Géographie
La gmina inclut les villages et localités de :

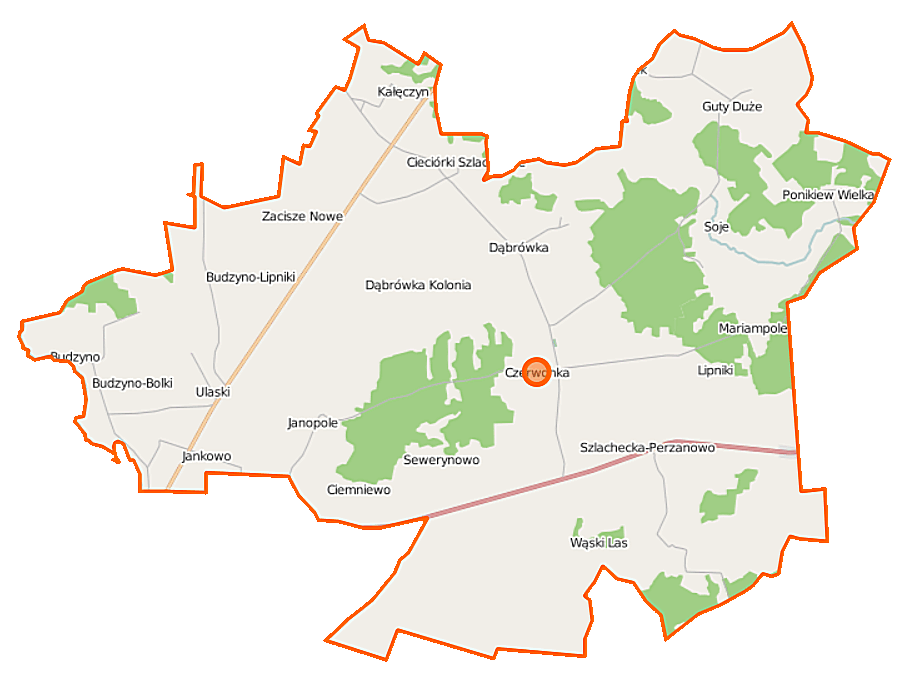
Plan de la gmina

- Adamowo
- Budzyno-Bolki
- Budzyno-Lipniki
- Budzyno-Walędzięta
- Cieciórki Szlacheckie
- Cieciórki Włościańskie
- Ciemniewo
- Czerwonka
- Dąbrówka
- Guty Duże
- Guty Małe
- Jankowo
- Janopole
- Kałęczyn
- Krzyżewo-Jurki
- Krzyżewo-Marki
- Lipniki
- Mariampole
- Perzanowo
- Ponikiew Wielka
- Sewerynowo
- Soje
- Tłuszcz
- Ulaski

### Gminy voisines
La gmina de Czerwonka est voisine :
- de la ville suivante :
  - Maków Mazowiecki
- et des gminy suivantes :
  - Karniewo
  - Młynarze
  - Płoniawy-Bramura
  - Różan
  - Rzewnie
  - Sypniewo
  - Szelków

## Structure du terrain
D'après les données de 2002, la superficie de la commune de Czerwonka est de 110,59 km2, répartis comme tel :
- terres agricoles : 55 %
- forêts : 42 %

La commune représente 10,39 % de la superficie du powiat.

## Démographie
Données du 30 juin 2004 :
| description        | Total  | Total | Femmes | Femmes | Hommes | Hommes |
| ------------------ | ------ | ----- | ------ | ------ | ------ | ------ |
| Unité              | Nombre | %     | Nombre | %      | Nombre | %      |
| population         | 2 630  | 100   | 1 281  | 48,7   | 1 349  | 51,3   |
| Densité (hab./km²) | 23,8   | 23,8  | 11,6   | 11,6   | 12,2   | 12,2   |